# Bernd Brandl (Soziologe)
Bernd Brandl (* 17. Januar 1973 in Graz) ist Wirtschafts- und Sozialwissenschaftler.

## Leben und Wirken
Bernd Brandl absolvierte seine Studien an den Universitäten Graz und Wien. Er war anschließend Dozent an der Universität Graz und der Wirtschaftsuniversität Wien, hatte dann eine Assistenzprofessur an der Universität Wien inne und habilitierte dort 2009. Im Jahre 2012 ging er nach Großbritannien und unterrichtete an der Universität York und später an der Universität Newcastle. 
Er ist Professor für Management an der University of Durham und in mehreren Bereichen der Wirtschafts- und Sozialwissenschaften tätig, wobei seine Haupttätigkeit im Bereich der Industriellen Beziehungen bzw. der Arbeitsbeziehungen zu finden ist. Vor allem erforscht er sowohl die Entstehung und Wirkungsweisen von Organisationen, Strukturen und Prozesse der kollektiven Lohnverhandlungen (bzw. der Tarifvertragsverhandlungen), als auch die Institutionen, Systeme und Akteure des globalen Arbeitsmarktes. Methodologisch sind viele seiner Arbeiten durch einen Fokus auf international vergleichende Analyseansätze charakterisiert. Charakteristikum seiner Forschung ist auch die Inter- und Multidisziplinarität, die sich inhaltlich auf Themengebiete der Betriebswirtschaftslehre, der Soziologie, der Politikwissenschaft und der Volkswirtschaftslehre erstreckt.

## Werke (Auswahl)
- Bernd Brandl, Barbara Bechter: The Hybridization of National Collective Bargaining Systems: The Impact of the Economic Crisis on the Transformation of Collective Bargaining in the European Union. Economic and Industrial Democracy, 2018
- Bernd Brandl, Christian Lyhne Ibsen: Instability and Change in Collective Bargaining: An Analysis of the Effects of Changing Institutional Structures. British Journal of Industrial Relations 55:3, 527–550. 2017
- Barbara Bechter, Bernd Brandl: Developments in European Industrial Relations. In: European Union (Hrsg.) Industrial Relations in Europe 2014. European Commission: Brussels, S. 17–40. 2015
- Bernd Brandl: Successful Wage Concertation: The Economic Effects of Wage Pacts and their Alternatives. British Journal of Industrial Relations 50:3, 482–501. 2012
- Barbara Bechter, Bernd Brandl, Guglielmo Meardi: Die Bestimmungsgründe der (Re-)Sektoralisierung der industriellen Beziehungen in der Europäischen Union. Industrielle Beziehungen 18:3, 143–166. 2011
- Barbara Bechter, Bernd Brandl, Guglielmo Meardi: From national to sectoral industrial relations: Developments in sectoral industrial relations in the EU member states. European Foundation for the Improvement of Living and Working Conditions, Dublin. 2011
- Bernd Brandl, Christian Keber, Matthias G. Schuster: Data Mining for ‘big data’ macroeconomic forecasting: A complementary approach to factor models. In: Haasis, Hans-Dietrich, Kopfer, Herbert und Schönberger, Jörn (Hrsg.), Operations Research Proceedings 2005, Springer-Verlag, Berlin et al., S. 483–488. 2006